# Reban (plaats)
Reban is een bestuurslaag in het regentschap Batang van de provincie Midden-Java, Indonesië. Reban telt 2315 inwoners (volkstelling 2010).